# 细萼茶
细萼茶（学名：Camellia parvisepala）为山茶科山茶属的植物。分布于中国大陆的广西、云南等地，属中国原产的植物（非从国外引种）。